# 朱洪达
朱洪达（1954年8月—），上海市人，中国人民解放军空军少将。

## 生平
中国人民解放军空军工程大学道路与铁道工程专业毕业，研究生学历，工学硕士学位。是中国共产党党员。朱洪达长期在空军服役，曾担任过兰州军区空军后勤部部长、中国人民解放军空军后勤部部长等职。2008年起担任第十一届全国人民代表大会解放军代表。2014年底，60岁的朱洪达不再担任空军后勤部部长职务。卸任空军后勤部部长职务之后，2015年3月7日，朱洪达少将以“军队政协委员、空军后勤部原部长”身份在《解放军报》的报道中亮相。2016年3月，被撤销第十二届全国政协委员资格。